# Chrabrany
Chrabrany es un municipio del distrito de Topoľčany en la región de Nitra, Eslovaquia, con una población estimada a final del año 2024 de 932 habitantes.
Se encuentra ubicado al norte de la región, cerca del río Nitra (cuenca hidrográfica del Danubio) y de la frontera con las regiones de Trnava y Trenčín.

## Demografía
| Año        | 1994 | 2004    | 2014    | 2024     |
| ---------- | ---- | ------- | ------- | -------- |
| Población  | 804  | 764     | 748     | 932      |
| Diferencia |      | −4,97 % | −2,09 % | +24,59 % |

| Año        | 2023 | 2024    |
| ---------- | ---- | ------- |
| Población  | 927  | 932     |
| Diferencia |      | +0,53 % |